# Heinrich Diederichs
Heinrich Eduard Wilhelm Fortunatus Diederichs (* 27. Februar 1840 in Mitau; † 1. Februar 1914 ebenda) war ein deutschbaltischer Historiker.

## Leben

### Familie
Heinrich Diederichs war ein Sohn des kurländischer Regierungsrats Johann Wilhelm Diederichs und der Catharina Diederichs, geb. Altgroß. Er blieb ledig und hinterließ keine Kinder.

### Werdegang
Von 1853 bis 1857 besuchte Diederichs das Gouvernements-Gymnasium in Mitau.  Er studierte von 1858 bis 1862 Philologie und verfügte ab 1863 über ein Stipendiat der Pädagogischen Kurse, jeweils an der Kaiserlichen Universität Dorpat. 1866 folgten Studien der Geschichte in Deutschland, so bei Georg Waitz in Göttingen.
In Mitau war er von 1867 bis 1869 außeretatmäßiger Oberlehrer der griechischen Sprache und Bibliothekar. Von 1869 bis 1877 war er Oberlehrer am Gouvernements-Gymnasium, dann Privatgelehrter. Diederichs war Mitarbeiter der Baltischen Monatsschrift sowie seit 1893 Sekretär und Bibliothekar (bis 1911) der Kurländischen Gesellschaft für Literatur und Kunst, schließlich seit 1892 Konservator und Bibliothekar, auch Geschäftsführer der Sektion für einheimische historische Altertümer und Antiquitäten des Kurländischen Provencial-Museums.
Er war auch Delegierter des Vereins der Deutschen in Kurland und seit 1907 Bibliothekar der Lettisch-literärischen Gesellschaft sowie von 1872 bis 1883 Mitdirektor der Gesellschaft für Geschichte und Altertumskunde der Ostseeprovinzen Russlands.

### Mitgliedschaften
- 1884 korrespondierendes Mitglied der Gesellschaft für Geschichte und Altertumskunde der Ostseeprovinzen Russlands in Riga
- 1893 korrespondierendes Mitglied und 1913 Ehrenmitglied der Ehstländischen Literärischen Gesellschaft in Reval
- 1901 korrespondierendes Mitglied der Gelehrten Estnischen Gesellschaft in Dorpat
- 1905 Ehrenmitglied der Altertumsforschenden Gesellschaft zu Pernau

## Veröffentlichungen
- Diarium des Propsts Stender
- Die Aufführung der „Antigone“ durch die Schüler des Stadtgymnasiums
- Eduard Baron Fircks
- Ein Livländer aus Schillers Freundeskreise
- Ewald von Klopmanns Aufzeichnungen über sein Leben
- Festschrift der Kurländischen Gesellschaft für Literatur und Kunst zur Feier ihres 75-jährigen Bestehens
- Friedrich Georg von Bunge
- Garlieb Merkel als Bekämpfer der Leibeigenschaft und seine Vorgänger
- Herzog Gotthards von Kurland Friedensvermittelung zwischen Rat und Bürgerschaft der Stadt Riga im Jahre 1586: ein Beitrag zur Geschichte der Kalenderunruhen
- Herzog Jacobs von Kurland Kolonien an der Westküste von Afrika, 1890 (Digitalisat)
- Isaac Casaubonus. Leben und Studien
- Johann Casimir Brandts Aufzeichnungen über Ereignisse und Hoffestlichkeiten aus der Zeit Herzog Friedrich Casimirs von Kurland und den nächstfolgenden Jahren 1689–1701
- Materialien zu einem bibliographischen Verzeichnis kleinerer und größerer von Gustav Baron Manteuffel im Druck erschienener Arbeiten
- Notata zur Lieffländischen und Kurländischen Historie aus glaubwürdigen Manuscriptis
- Pastor Dr. August Bielenstein: ein Nachruf
- Relation über seine Sendung nach Stockholm im Sommer 1655: im Auftrage der Kurlandischen Gesellschaft für Literatur und Kunst